# Lekanesphaera terceirae
Lekanesphaera terceirae is een pissebed uit de familie Sphaeromatidae. De wetenschappelijke naam van de soort is voor het eerst geldig gepubliceerd in 1987 door Jacobs.